# Древнегреческая кухня

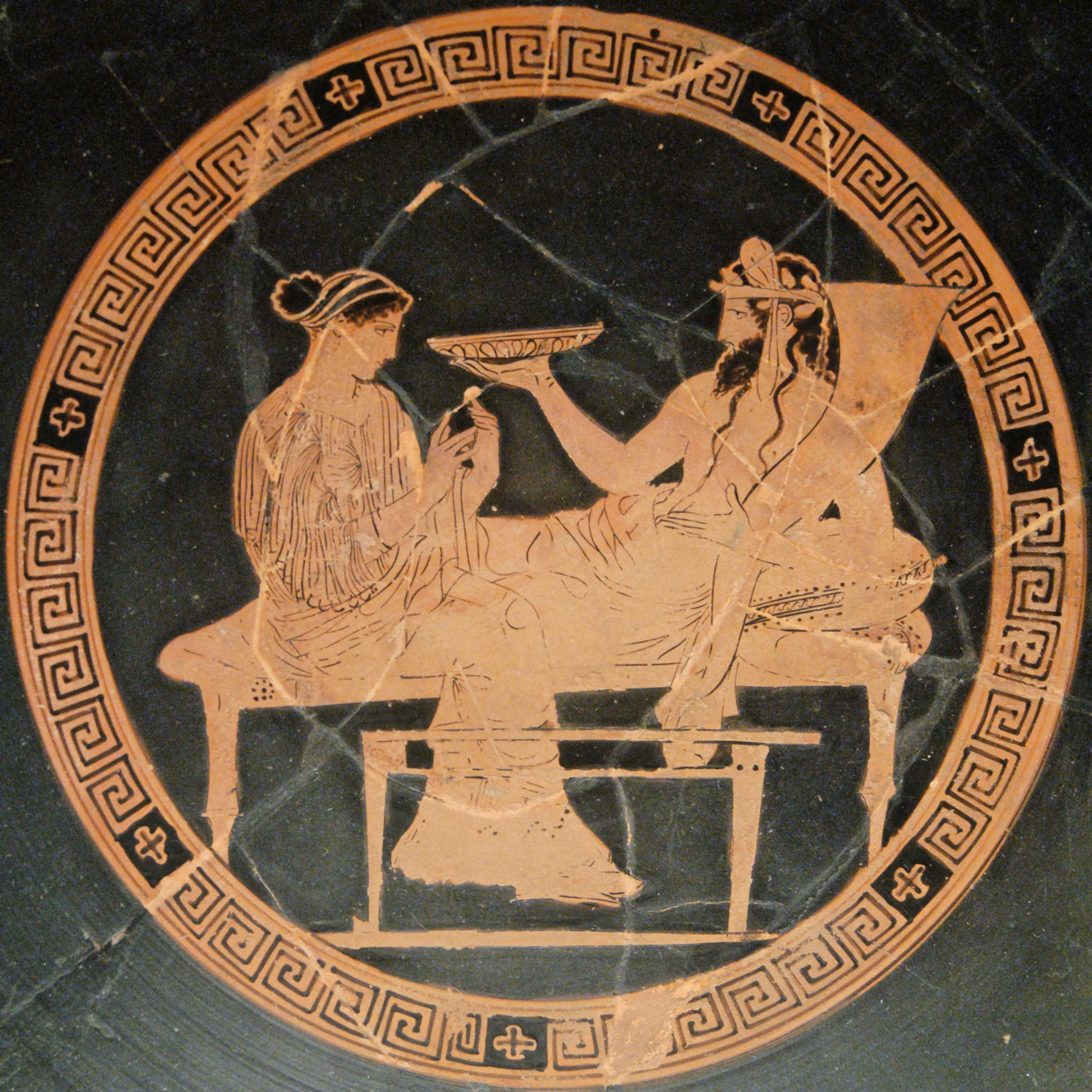
Персефона и Аид

Древнегре́ческая ку́хня не отличается особыми изысками ввиду достаточно ограниченного числа выращиваемых сельскохозяйственных культур. В основе блюд лежала так называемая «средиземноморская триада», куда входит пшеница, оливковое масло и вино. Нам известно о кухне и культуре еды в Древней Греции из литературных источников (по большей части из комедий Аристофана и цитат грамматика Афинея, жившего на рубеже II—III веков н. э.), а также по фрескам, памятникам вазописи и терракотовым статуэткам. Необходимо иметь в виду, что в разные периоды в различных частях греческого мира кухня заметно отличалась; существовали, разумеется, и социальные различия.

## Еда

### Дома
Богатые греки ели четыре раза в день. Завтрак состоял из ячменного хлеба, пропитанного вином, иногда в хлеб добавляли фиги или оливки. Лёгкий второй завтрак проходил около полудня или сразу после. Обед, самый важный приём пищи в течение дня, обычно проходил с наступлением сумерек. Иногда днём, ближе к вечеру проходил полдник, ещё один лёгкий приём пищи. Мужчины и женщины питались раздельно. Если дом был слишком мал, сначала ели мужчины, потом — женщины. Подавали еду рабы. Голод был частым гостем в жилищах простых эллинов: «Всюду плач голодных детей и голодных старух причитанье...» (Аристофан). Нищие часто ели мальву, корни и кору некоторых деревьев, траву, люпин и кузнечиков. Выдавленные остатки оливок как основное блюдо бедных отмечает Менандр. Три обола на трёх едоков, по мнению Аристофана, было минимумом расходов в классическое время. Известно, что гребцы на военных судах получали три обола на питание в день. Во времена Перикла рядовые граждане получали два обола на питание для посещения театра во время Великих Дионисий (θεωρικόν).

### Симпосий
Греческое слово «симпосий» (συμπόσιον) переводится как «совместное пиршество», складчина. В Греции симпосий был одной из любимейших форм времяпрепровождения и важной частью общественной жизни. Он состоял из двух частей, первая была отведена на еду, по большей части это были лёгкие закуски, а вторая часть была посвящена распитию напитков. Однако вино употребляли вместе с едой, а напитки сопровождались лёгкими закусками (τραγήματα): орехи, бобы, жареная пшеница или медовые пироги.
Вторая часть начиналась с возлияния, чаще всего в честь Диониса, которое сопровождалось разговорами или играми, такими как коттаб. Гости, как правило, с венками на голове, располагались полулёжа на подушках (κλίναι), рядом на низких столах была еда или игры. Танцовщицы, акробаты и музыканты развлекали богатых участников пира.
За исключением флейтисток, танцовщиц и гетер, в симпосии участвовали только мужчины. Наряду с грандиозными пирами богачей существовали и скромные пиры бедняков, которые оплачивались в складчину. Главным содержанием пира могло быть не только пьянство и обжорство, но и интеллектуальная беседа; отсюда возник особый жанр литературы, описывающий разговор на симпосии. К этому жанру относятся произведения под названием «Пир» Платона (см. Пир (Платон)) и Ксенофонта (см. Пир (Ксенофонт), «Застольные беседы» из «Моралий» Плутарха и книга Афинея «Пир мудрецов».
В богатых домах гости и хозяева возлежали на высоких ложах и кроватях по двое, а столики на трёх ножках (полы были земляными или из сырцового неровного кирпича) могли убираться под ложа. Кости и остатки пищи бросали на пол. Ели руками. Руки вытирали хлебным мякишем или тестом. Женщины или те, кто не смог возлечь, садились на табуреты или лавки. Многочисленные гости на семейном торжестве, описанном Платоном в первой главе «Государства», рассаживаются во дворе богатого частного дома в Пирее на разнообразные стулья и сиденья. При этом присутствуют только мужчины. Ксенофонт  в «Анабасисе» описывает походный пир, на котором ели, положив куски мяса и хлеб на колени. Ели из горшков – хитр (χύτρα), на тарелках и керамических или деревянных пластинах-блюдах – дискосах (δίσκος) или пинах, из мисок – триблионов или оксибафонов. В эллинистический период значительно возросло количество видов сосудов и металлических предметов для кухни. Хлеб (σῖτος) и фрукты (καρποί) держали в плетёных корзинках. На большие собрания, согласно Диогену Лаэрцию, полагалось приходить со своими подушками и приносить свою часть еды.

### Сисситии
Термин «сисситий» (мн. ч. τὰ συσσίτια) означает «совместное поедание хлеба». Сисситии представляли собой обязательную совместную трапезу социальной или религиозной группы мужчин и юношей; такой пир объединял в себе аристократический клуб и собрание военного отряда. О сисситиях прежде всего говорят применительно к дорийским полисам (особенно к Спарте и Криту). Как и на симпосии, на сисситии обычно присутствовали только мужчины (при этом на некоторые сисситии собирались только женщины). На таком пиру все блюда были простыми и не отличались большим разнообразием.
В Великой Греции (юг Италии и Сицилия) и в особенности в Сибарисе, как отмечают древние авторы, существовал обычай совместных пиров мужчин и женщин на свадьбах и некоторых праздниках, что, вероятно, имело причиной луканское, самнитское или этрусское влияние.

## Продукты

### Хлеб
Зерновые культуры составляли основу рациона; всё остальное именовалось общим названием «опсон» (ὄψον). Особой популярностью пользовались пшеница (σῖτος) и ячмень. Своего хлеба было мало. Пшеницу в Афины поставляли преимущественно из Северного Причерноморья, района Херсонеса Фракийского на Геллеспонте и из Египта. Зёрна пшеницы сначала вымачивали для того, чтобы они стали мягче, затем перемалывали в муку (ἀλείατα). Из полученной муки делали тесто, из которого потом изготавливали булки (ἄρτος) или облатки. Иногда в полученные изделия добавляли сыр или мёд. Дрожжей тогда не было, вместо них использовали винную закваску. Приготовленные из теста булки запекали в домашней глиняной печи (ἰπνός).
Приготовить ячменный хлеб было гораздо сложнее. Сначала ячмень обжаривали и только затем перемалывали в муку. Именно из такой муки готовили ячменную лепёшку (μάζα) — главное блюдо греческой кухни. В комедии «Мир» Аристофан употребляет выражение ἔσθειν κριθὰς μόνας («питаться только ячменём») в значении, близком к привычному нам «сидеть на воде и хлебе». Известно несколько рецептов ячменной лепёшки; как и пшеничный хлеб, её могли есть с сыром или мёдом.

### Фрукты и овощи
В классический и более поздний периоды на полях помимо ячменя и пшеницы выращивали бобы, горох, чечевицу, капусту, морковь, лук и чеснок, артишоки, дыни и арбузы, репу, редис, огурцы, а также цветы, мяту и лекарственные травы. Выращивали также различные виды льна, для тонкой ткани виссона в Элиде и на Аморгосе, а для сетей и парусов — из Понта и Македонии.
Основными ягодами для эллинов были, несомненно, плоды оливы и виноград. Оливковое масло было основным продуктом питания большинства населения. Даже в римское время рекомендовалось выдавать рабам на плантациях до ста граммов оливкового масла в день. Масло первого отжима шло в пищу, для ритуалов и обработки мрамора статуй, для живописи, лекарств и притираний. Второй отжим шёл в пищу рабам, а третий — на светильники. Так же, как и вино, масло имело различные сорта и виды. В Афинах победителям соревнований вручали дорогие расписные сосуды с вином и маслом баснословной стоимости.
В классический период вместе с хлебными изделиями часто подавали различные виды гарнира: редиску, капусту, лук, чечевицу, сладкий горох, нут, конские бобы, репу. Такой гарнир имел консистенцию супа или каши. В него добавляли оливковое масло, уксус, травы или рыбный соус. Согласно произведениям Аристофана, толчёные бобы были любимым блюдом Геракла. Вообще бобовые при малой доступности мяса играли роль основного источника белка. Бедняки питались дубовыми желудями и плодами букового дерева. В городах свежие овощи стоили дорого, поэтому бедным горожанам приходилось довольствоваться лишь сушёными овощами. Суп из чечевицы был традиционным блюдом рабочих.
Фрукты, свежие и сухие, подавали к столу как десерты. Преобладали яблоки, груши, гранат, сливы, миндаль, фиги. Наиболее распространёнными из них был такой вкусный и сытный продукт как финики, а также изюм и гранат. Сушёные финики часто употребляли в пищу вместе с вином, жареными орехами, нутом и буковыми орехами.
Фиги как сладкий «божественный» продукт запрещалось вывозить из Афин в классическое время. Сахар эллины не знали и ели фиги, финики и мед, а также плоды рожкового дерева.
Для торговли овощами и фруктами выделялись особые ряды на Агоре. Мать трагика Еврипида, прославившегося во всей Греции, из-за нужды торговала овощами на рынке (Аристофан), что не считалось почтенным занятием, но и не порицалось большинством граждан.

### Рыба и мясо
Потребление рыбы и мяса варьировалось в зависимости от богатства и местонахождения хозяйства. В сельской местности охота (в основном с помощью силков и ловушек) доставляет на стол крестьянина мясо дикой птицы и зайца. В качестве домашней птицы выращивали кур и гусей, а крестьяне побогаче держали коз, свиней и овец. В VIII веке до н. э. в своей поэме «Труды и дни» Гесиод описывает идеальную сельскую трапезу, и в ней упоминается мясо:
 …Теперь для себя отыщи ты

Место в тени под скалой и вином запасися библинским.

Сдобного хлеба к нему, молока от козы некормящей,

Мяса кусок от телушки, вскормлённой лесною травою,

Иль первородных козлят. И винцо попивай беззаботно.

пер. В. В. Вересаева
В городе мясо было дорогим, но колбаса и сосиски, которые изготовлялись из субпродуктов, были сравнительно доступны для различных слоёв населения.
Мясо занимает меньше места в текстах классического периода, чем в ранних произведениях, но причиной может быть жанр, а не реальные изменения в сельском хозяйстве и пищевых традициях. Поедание свежего мяса в гомеровском эпосе описывается как часть религиозного ритуала — гекатомбы. В ходе этого ритуала сжигались части, предназначенные для богов (жир и кости), а части, предназначенные людям (мясо), жарились и раздавались участникам ритуала. Однако обычная торговля готовым мясом и солониной также существовала. В городах старинные установления запрещали есть или приносить в жертву рабочий скот, в том числе волов и быков, а заменять их старыми животными.
В горах Аттики и Пелопоннеса в классическое время охотились на кабанов, ланей, зайцев и птиц, мясо которых также составляло часть рациона эллинов, а сама охота считалась забавой аристократической молодёжи.
Спартанцы в основном ели «чёрную похлёбку» (μέλας ζωμός) из свинины, соли, уксуса и крови. Согласно Плутарху, «это блюдо было настолько ценным, что его давали только старшим, молодые ели просто мясо». Спартанская похлёбка была хорошо известна в других полисах и считалась исключительно невкусной. Согласно шутке, приписывавшейся разным авторам, храбрость спартанцев коренится в этой похлёбке, человек, которому приходится регулярно есть её, не будет дорожить своей жизнью. Элиан, автор, живший во II—III веках, утверждает, что спартанским поварам под угрозой изгнания было запрещено готовить что-либо, кроме мяса (то есть, очевидно, этой похлёбки).

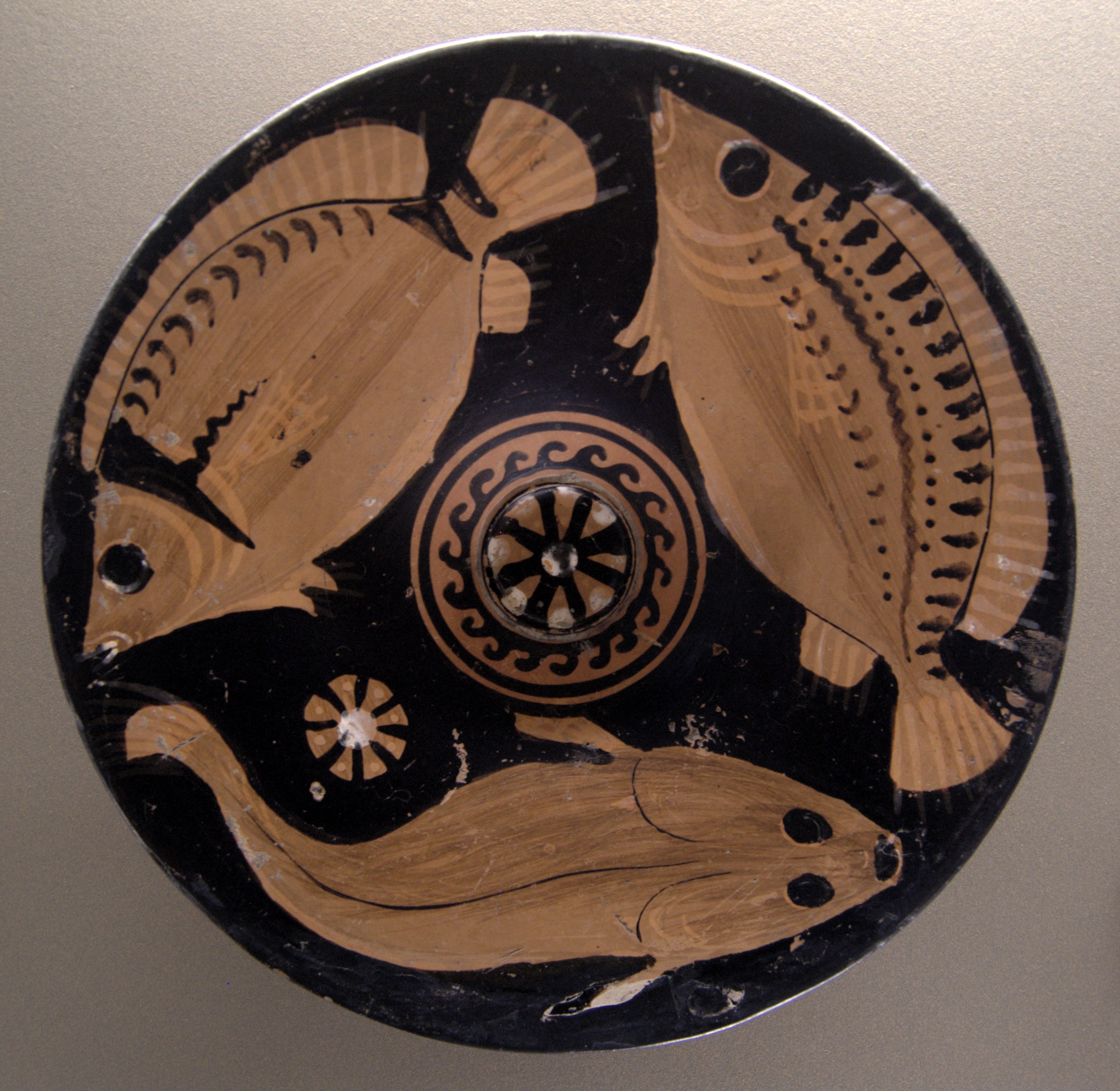
Древнегреческое блюдо с изображением рыб

Большая часть Греции представляет собой прибрежную территорию, поэтому свежая рыба и морепродукты (кальмары, осьминоги, другие моллюски) были обычной пищей. Иногда продавали свежую рыбу, но чаще всего подсоленную. В Афинах на Агоре свежая рыба продавалась в особых рыбных рядах, и когда из Фалерона прибывала повозка со свежей рыбой, то били в «рыбный колокол». Стела конца III века до н. э. из маленького беотийского города Акрафия на озере Копаида содержит список цен на рыбу. Самым дешёвым был скарен (вероятно, рыба-попугай), тогда как северный голубой тунец был втрое дороже. Распространёнными морскими рыбами были тунец, барабулька, скат, рыба-меч и осётр (деликатес, который ели солёным). Озеро Копаида было богато угрями, среди других пресноводных рыб использовали в пищу щук, карпов и сомов.
Эллины очень ценили скатов и их желудки, «круглые, как обруч» (Аристофан), угрей, каракатиц, устриц, морских ежей, креветок, собачек, пескарей и прочую мелкую рыбу, «чтобы сделать блюдо пёстрым, как павлин». В Херсонесе Таврическом сохранились специальные колодцы или цистерны для засолки мелкой рыбы и поставок её в Грецию, в том числе в Афины.

### Яйца и молочные продукты
Греки разводили перепелов и кур, отчасти из-за их яиц. Некоторые авторы также хвалят фазаньи яйца и яйца египетского гуся, которые сами по себе были редкими. Яйца готовили всмятку или вкрутую и подавали как десерт. Белок, желток и целые яйца использовались как ингредиенты в приготовлении разных блюд.
Сельские жители пили молоко (γάλα), масло (βούτυρον) также было известно, однако и то, и другое редко использовалось в кулинарии. Так, комический поэт Анаксандрид называет жителей северного побережья «пожирателями масла». Жирное молоко новотельного животного (πυριατή) считалось лакомым напитком.
Главным молочным продуктом в Греции был козий и овечий сыр (τυρός). Свежий и твёрдый сыр ели в чистом виде либо подавали с мёдом и овощами. Его также использовали в приготовлении разных блюд, включая блюда из рыбы. Единственный сохранившийся рецепт сицилийского повара Митейка (V век до н. э.), описывающий приготовление рыбы, гласит: «выпотрошите, удалите голову, промойте, удалите кости, добавьте сыр и оливковое масло». Однако добавление сыра в блюда приветствовалось не всеми. Поэт Архестрат писал, что сиракузские повара портят вкус рыбы, добавляя в неё сыр. Из сыра, зелени и масла оливы делали различные соусы. Знаменитый паштет миттлотос делали из натёртого сыра, чеснока и мёда.

## Напитки
Наиболее распространённым напитком была вода. Женщины каждый день должны были приносить в дом воду, предпочтительно родниковую, признавалась её питательность, потому что она позволяет растениям развиваться, и хороший вкус. Пиндар называл родниковую воду «приятной, как мёд». Греки описывали воду как крепкая, тяжёлая или лёгкая, сухая, кислотная, острая, как вино. Один из героев комедии Антифана заявлял, что он может распознать воду Аттики по вкусу. Афиней сообщал, что многие философы пили исключительно воду, в сочетании с вегетарианской диетой. Также пили молоко, обычно козье. Пили пиво, а также напитки из зерна и солода, более распространённые в Малой Азии и Великой Греции. Примечательно описанное Ксенофонтом в «Анабасисе» употребление забродившего пива из больших сосудов с помощью соломинок.

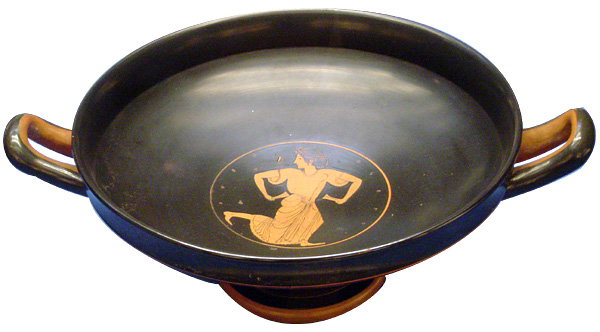
Килик (около 500 года до н. э.)

Обычным сосудом для питья был скифос, сделанный из дерева, терракоты или металла. Критий также упоминает о котоне, спартанском кубке, военное преимущество которого было в том, что он скрывал цвет воды и собирал всю грязь по краям. Греки также использовали сосуд, называемый «киликом» (неглубокая чаша), а для пиров — «канфар» (глубокая чаша с ручками) и «ритон» — рог, обычно завершающийся изображением головы человека или животного.

### Вино
Греки умели делать красное, розовое и белое вино. Лучшие вина происходили из Тасоса, Лесбоса и Хиоса; критское вино стало известно позже. Второсортное вино, сделанное из воды и жмыха (остатков отжатого винограда) и смешанное с винным осадком из бочки, делалось крестьянами для себя. Греки часто подслащали вино мёдом, в лечебных целях добавляли в него тмин, мяту и другие травы. В первом веке, если не раньше, они уже были знакомы с вином, приправленным сосновой смолой. Элиан упоминает о вине, смешанным с духами. Также было известно варёное и сладкое вино из Тасоса.
Вино обычно смешивали с водой; неразбавленное вино умели делать достаточно крепким, и получившаяся смесь могла по содержанию спирта соответствовать современному некрепкому вину. Систематическое употребление неразбавленного вина, практикуемое северными варварами, как считали греки, может повредить здоровью. Вино смешивали в кратере, из которого рабы наполняли килик пьющего с помощью ойнохои. Вино также использовалось как лекарство. Элиан замечает, что вино из Герайи в Аркадии приводит мужчин в состояние глупости, зато женщинам помогает забеременеть, и наоборот, ахейское вино помогает в прерывании беременности. Вне этих терапевтических целей греки не одобряли употребление вина женщинами. По данным Элиана, массалийский закон ограничивал женщин в употреблении вина. Спарта была единственным городом, где женщины регулярно употребляли вино.

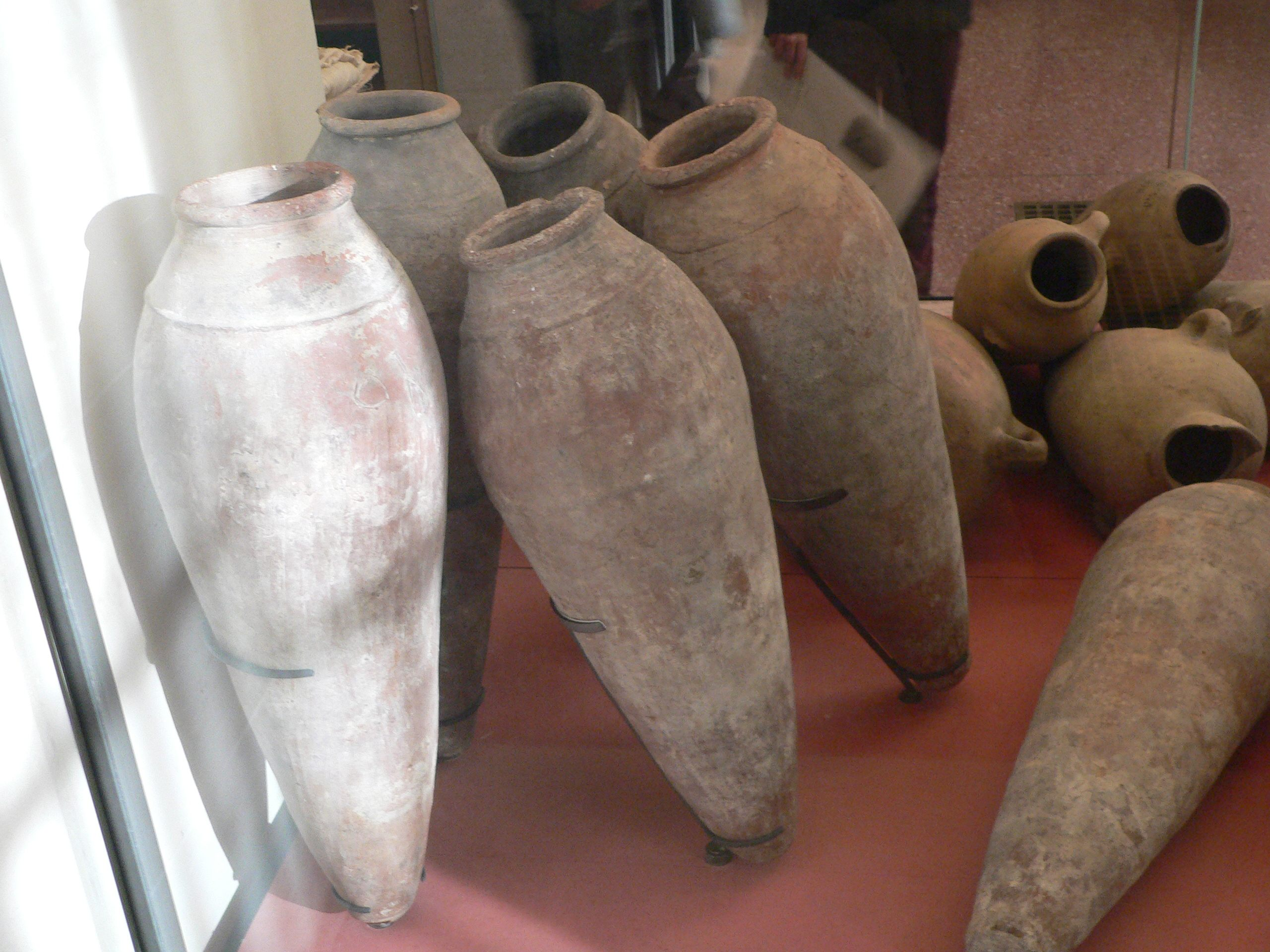
Древнеегипетские амфоры для вина, найденные возле Абидоса

Вино в дороге хранили в кожаных бурдюках или амфорах. В усадьбах вино хранили в пифосах (πίθοι – большие глиняные бочки), а оттуда разливали по амфорам и запечатывали смолой для розничной продажи. Марочные вина имели специальные штампы от производителей и/или городских магистратов, которые гарантировали их происхождение. Это один из первых случаев указания географического происхождения или качества продукта, и является основой современной сертификации. Амфоры с вином на продажу считались одноразовой посудой определённых объёмов и специально имели острое днище для погружения им в песок в трюме торгового судна. Есть основание полагать, что и суда проектировались под определённое количество амфор нескольких объёмов и размеров, различавшихся по внешнему виду в зависимости от места производства вина. Воды Средиземноморья буквально усеяны осколками транспортных амфор из под вина и масла.
В отдалённых полисах, например, в Херсонесе и Ольвии, «фирменные» амфоры из под дорогого качественного вина, импортировавшегося из Эллады, тщательно сохраняли, а затем наполняли местными низкосортными винами и под видом дорогих реализовывали на местных рынках, предположительно соседним варварским племенам. Таким образом, подделка известных торговых брендов также возникла ещё во времена античности.

### Кикеон
Греки также пили кикеон (κυκεών, от κυκάω — «трясти, мешать, взбалтывать»), который приготовлялся из воды, измельчённого жареного ячменя (πτισάνη) и трав. В XI песне Илиады кикеон, приготовленный Гекамедой, содержит прамнейское вино и тёртый козий сыр. В Одиссее Цирцея, готовя кикеон Одиссею и его спутникам, добавляет в напиток и мёд, но также подсыпает колдовское зелье. В гомеровском гимне к Деметре, где приводится миф о потреблении кикеона в Элевсинских мистериях, богиня отказывается от красного вина, и Метанира готовит ей напиток из ячменя (ἄλφι) и воды, смешанной с листьями болотной мяты (γλήχωνι). Теофраст в своих «Характерах» описывает крестьянина, который перебрал кикеона и вёл себя грубо на Экклесии. Считалось также, что кикеон может восстановить нормальное пищеварение; так, в «Мире» Гермес рекомендует кикеон главному герою, который съел слишком много сухофруктов.

## Кулинария в контексте греческой культуры
Еда играла важную роль в культуре древних греков. Автор эпохи классицизма Джон Уилкинс замечает, что в Одиссее, например, хороший человек отличается от плохого и грек отличается от иностранца по тому, что и как он ел. Наёмные повара как профессионалы и отдельная специальность у лиц, собиравшихся вблизи Тезейона на афинской агоре, известна уже Аристофану (V век до н. э.). Повар-краснобай, врун и воришка хорошо известен как тип эллинской комедии, например, весьма выразителен монолог наёмного повара в отрывках у Менандра. Вероятно, именно поэтому Платон изгоняет всех поваров из своей идеальной республики (начало — середина IV века до н. э.).
До III века до н. э. скромность в еде, обусловленная физическими и климатическими условиями жизни в стране, ещё считалась добродетелью. Греки получали удовольствие от еды, но ценили простоту. Цитируя Хрисиппа, можно сказать, что лучшая еда была бесплатной. Приготовление пищи было прерогативой женщин (свободных и рабынь).
Греки отвергали восточную изнеженность в кулинарии и гастрономические изыски. Они считались признаками упадка. Греческие авторы с удовольствием описывали слишком роскошный стол персидских царей; Геродот, Клеарх из Сол, Страбон и Ктесий были единодушны в своих описаниях. Согласно Полиену, исследуя столовую персидского царского дворца, Александр Македонский высмеял их вкус и обвинил его в их поражении. Павсаний[уточнить], видя роскошные обеденные привычки персидского командующего Мардония, высмеял то, что «такие богатые персы грабили греков, влачащих жалкое существование».
В отличие от персов, греки подчёркивали непритязательность своей кухни. Плутарх рассказывает, как один из Понтийских царей, желая попробовать спартанской чёрной похлёбки, купил повара-лаконца; но повар сказал ему, что перед тем, как есть эту похлёбку, необходимо искупаться в реке Эврот (то есть её можно есть только проголодавшись после физических упражнений).
Однако уже в классический период кулинары стали вести свои записи. Элиан и Афиней упоминают о тысяче поваров, которые сопровождали Сминдирида из Сибариса в его путешествии в Афины во времена Клисфена. Платон в диалоге «Горгий» упоминают повара Теариона, Митека, автора трактата о сицилийской кухне, и Сарамба, виноторговца. Эти трое были видными знатоками выпечки, кухни и вина. Позднее повара стали писать трактаты по кулинарии. Известен Мосхион, повар Деметрия Фалерского, купивший себе несколько дворцов за счёт доходов от пиров последнего в Афинах.
Со временем всё больше и больше греков стали считать себя гурманами. В эллинистический по римский период, греки, по крайней мере богатые, больше не ограничивали себя в еде. Гости на пиру, описанном Афинеем (II или III век), посвящали большую часть своих бесед вину и гастрономии. Они обсуждали достоинства различных вин, овощей и мяса, упоминая фаршированных кальмаров, красное брюшко тунца, креветок, салат, политый медовухой, а также великих поваров, таких как Сотерид, шеф-повар царя Никомеда I из Вифинии (правил с 279 до 250 года до н. э.). Когда царь был вдали от побережья, он тосковал по анчоусам; Сотерид имитировал их с помощью репы, оливкового масла, соли и посыпал маковыми семенами. Суда приписывает этот рецепт римскому гурману Апицию (I век до н. э.); это может служить доказательством того, что греки и римляне достигли одного и того же уровня развития кулинарии.

## Особые диеты

### Вегетарианство
Орфизм и пифагорейство, два общегреческих мистериальных культа, предлагали путь жизни, основанный на концепции чистоты. Очищение (κάθαρσις) — форма аскетизма в первоначальном смысле, аскесис (ἄσκησις) — изначально ритуал, а только потом специфический образ жизни. Вегетарианство было центральным элементом орфизма и некоторых вариантов пифагорейства.
Эмпедокл (V век до н. э.) оправдывал вегетарианство верой в переселение душ, кто мог гарантировать, что животное, приготовленное на убой, не являлось пристанищем человеческой души? Вместе с тем, можно отметить, что Эмпедокл также включил растения в это переселение, таким образом, та же логика должна применяться при поедании растений. Вегетарианство также было следствием неприязни убийства: «Орфей учил нас обрядам и воздержанию от убийства».
Авторы древнегреческих комедий, такие как Аристофан и Алексис, описывали пифагорейцев, как строгих вегетарианцев, некоторые из которых жили только на воде и хлебе. Последователи других традиций не употребляли в пищу лишь некоторые овощи (в особенности бобовые), исключали из рациона мясо священных животных, таких как белый петух, либо отдельных частей тела животного.
Отсюда следует, что вегетарианство и идея чистого аскетизма были тесно связаны и часто сопровождались сексуальным воздержанием. В трактате «О поедании мяса», Плутарх (I—II века) развил тему о варварском кровопускании; переворачивая обычные условия спора, он просит человека, употребляющего мясо, оправдать свой выбор.
Неоплатоник Порфирий (III век) в трактате «О воздержании» ассоциирует вегетарианство с Критскими мистическими культами и даёт список вегетарианцев прошлых лет, начиная с полумифического Эпименида. Для него вегетарианство произошло от Деметры, которая дала Триптолему подарок — сноп пшеницы, чтобы он мог научить людей сельскому хозяйству. Его тремя заповедями были: «Почитай родителей», «Приноси богам в жертву плоды» и «Береги животных».

### Спортивная диета
Согласно Элиану, первым атлетом, который соблюдал диету, был Икос из Тарента, победитель олимпийского пятиборья (возможно, в 444 году до н. э.). Однако уже раньше говорилось о том, что олимпийский чемпион по вольной борьбе Милон из Кротона, съедал 20 фунтов мяса и 20 фунтов хлеба и выпивал по 8 литров вина каждый день. Пифагор (возможно, философ или, более вероятно, его тёзка-умаститель) первым предложил спортсменам мясную диету. Ранее использовалась «сухая диета» (ξηροφαγία, от ξηρός «сухой»), основанная на сухих фигах, свежем сыре и хлебе.
Тренеры позднее заставляли придерживаться некоторых стандартных диетических правил, чтобы быть победителем Олимпиады, «ты должен есть в соответствии с требованиями и подальше держаться от десертов; ты не должен пить холодную воду, но можешь выпить вина, когда захочешь». Кажется, эта диета основана преимущественно на мясе, так Гален обвинял атлетов своего времени «в ожирении плоти и крови». Павсаний также ссылается на «мясную диету».